# It Happened to One Man
It Happened to One Man é um filme britânico do gênero drama dirigido por Paul L. Stein. Lançado em 1941, foi protagonizado por Wilfrid Lawson e Reginald Tate. O roteiro foi escrito por Paul Merzbach e Nina Jarcis, com base na peça homônima de John Hastings Turner e Roland Pertwee.